# The Harsh Reality
The Harsh Reality è il sesto album dei Waysted, uscito nel 2007 per l'Etichetta discografica Livewire Records.

## Tracce
1. Propaganda
2. Samaritan Man
3. Rockin' the Cliche
4. Keepin' it Sweet
5. Long Time Dead
6. Out of Control
7. It Wasn't Me
8. Song for Steve
9. The Harsh Reality
10. Handbags & Gladrags
11. Can't Live Without Some Pain

## Formazione
- Fin - voce
- Chris George - chitarra
- Pete Way - basso
- Paul RD Haslin - batteria